# Mohácsi Ferenc
Mohácsi Ferenc (Budapest, 1929. október 25. – 2025. április 29.) olimpiai bronzérmes magyar kenus.

## Pályafutása
Az 1956. évi nyári olimpiai játékokon a férfi kenu kettes 1000 méteres versenyszámában Wieland Károllyal bronzérmet szereztek. Klubja a budapesti törekvés.